# Liga Metropolitana de Deportes
La Liga Metropolitana de Deportes fue una asociación de clubes de fútbol de Chile radicada en la ciudad de Santiago. Fue fundada en 1917 y se disolvió el 19 de abril de 1927, fecha en la que, por disposición de la Federación de Football de Chile, constituida un año atrás luego de la reunificación de las entidades rectoras del fútbol chileno, pasó a integrar la Liga Central de Football, junto a la Asociación de Football de Santiago, la Liga Santiago y la Liga Nacional Obrera.
Durante los años 1920 fue considerada una de las competiciones más importantes del fútbol de la capital; de hecho, al momento de la reunificación, de los 78 equipos que conformaron la Liga Central de Football durante su primera temporada, 26 pertenecían a la Liga Metropolitana, frente a sólo 16 de la Liga Santiago y la Liga Nacional Obrera.

## Historial
| Temporada                                              | Campeón                                                | Subcampeón                                             | Torneo                                                 |
| División de Honor de la Liga Metropolitana de Deportes | División de Honor de la Liga Metropolitana de Deportes | División de Honor de la Liga Metropolitana de Deportes | División de Honor de la Liga Metropolitana de Deportes |
| ------------------------------------------------------ | ------------------------------------------------------ | ------------------------------------------------------ | ------------------------------------------------------ |
| 1917                                                   | Green Cross                                            | Competidor Atlético                                    |                                                        |
| 1918                                                   | Green Cross                                            |                                                        |                                                        |
| 1919                                                   | Carioca                                                | Green Cross                                            | Copa Colonia Escolar «Vida y Patria»                   |
| 1920                                                   | Carioca                                                | Primero de Mayo                                        | Copa Colonia Escolar «Vida y Patria»                   |
| 1921                                                   | Carioca                                                | Zenteno y Primero de Mayo                              | Copa Colonia Escolar «Vida y Patria»                   |
| 1922                                                   | Gold Cross                                             | Primero de Mayo y Dublín Football Club                 |                                                        |
| 1923                                                   | Primero de Mayo                                        | Gold Cross                                             | Copa Ismael Pereira Íñiguez                            |
| 1924                                                   | Audax Italiano                                         | Primero de Mayo Football Club                          | Copa Ismael Pereira Íñiguez                            |
| 1925                                                   | Colo-Colo                                              | Primero de Mayo                                        | Copa Ismael Pereira Íñiguez                            |
| 1926                                                   | Magallanes                                             | Audax Italiano                                         |                                                        |

### Segunda División de la Liga Metropolitana de Deportes
| Año          |                      | Campeón           | Subcampeón |  | Nombre del trofeo |
| 1922 Detalle | Mac Kay I            | Unión II          |            |  |                   |
| 1923 Detalle | Unión Santa Elvira I | Ferrocarrileros I |            |  |                   |

### División Intermedia de la Liga Metropolitana de Deportes
| Año          |                           | Campeón            | Subcampeón |  | Nombre del trofeo |
| 1917 Detalle | Santiago National         | Carioca            |            |  |                   |
| 1918 Detalle | Carioca                   |                    |            |  |                   |
| 1919 Detalle |                           |                    |            |  |                   |
| 1920 Detalle |                           |                    |            |  |                   |
| 1921 Detalle | Unión Argentina I         | Unión I            |            |  |                   |
| 1922 Detalle | Miraflores I              | Maestranza II      |            |  |                   |
| 1923 Detalle | Primero de Mayo Juvenil I | Primero de Mayo II |            |  |                   |
| 1924 Detalle | Magallanes I-B            | Unión Cordillera   |            |  |                   |
| 1925 Detalle |                           |                    |            |  |                   |
| 1926 Detalle | Río de Janeiro I          | Sportivo El Salto  |            |  |                   |

### Tercera División de la Liga Metropolitana de Deportes
| Año          |                           | Campeón               | Subcampeón |  | Nombre del trofeo |
| 1922 Detalle | Primero de Mayo Juvenil I | Unión Santa Isabel II |            |  |                   |
| 1923 Detalle | Maestranza III            | Unión III             |            |  |                   |

### Campeonato de Apertura de la Liga Metropolitana de Deportes
En la edición de 1925 se inscribieron 22 equipos, entre ellos Audax Italiano, Primero de Mayo, Unión Chilena, Eleuterio Ramírez, Barcelona, Santiago National, Gold Cross, entre otros. El campeonato dio inicio el domingo 22 de marzo de 1925 y los partidos se llevaron a efecto en los Campos de Sports de Ñuñoa.
| Año          |                | Campeón | Resultado         | Subcampeón |  | Nombre del trofeo |
| 1922 Detalle | Maestranza I   |         | Primero de Mayo I |            |  |                   |
| 1923 Detalle | Gold Cross I   |         | Jorge V I         |            |  |                   |
| 1924 Detalle | Audax Italiano | 2:1     | Escuela Normal    |            |  |                   |
| 1925 Detalle | Audax Italiano |         | Primero de Mayo   |            |  |                   |
| 1926 Detalle | Gold Cross     | 1:0     | Capitán Prat      |            |  |                   |